# Élaine Ayotte
Élaine Ayotte est une politicienne et diplomate canadienne et ancienne journaliste. Après un baccalauréat en communication de l'Université du Québec à Montréal en 1987, elle obtient une maîtrise en arts et en communication à l'Université McGill en 1990. 
Avant sa carrière politique, Ayotte était journaliste à la télévision et chef d'antenne à TQS et TVA, puis animatrice à la télévision et à la radio de Radio-Canada. En 2004, alors qu'elle est chef d'antenne au bulletin de nouvelle de TVA, elle démissionne pour dénoncer l'information spectacle dans les bulletins d’information. 
Elle est élue conseillère municipale pour Vision Montréal en 2009, battant le conseiller sortant Carle Bernier-Genest. Elle devient membre du comité exécutif de Montréal en novembre 2012, chargée de la culture, du patrimoine et du design. Cependant, elle quittera son parti pour siéger comme conseillère indépendante le 4 juin 2013. Elle ne se représentera pas aux élections de 2013. 
Élaine Ayotte est nommée ambassadrice du Canada et déléguée permanente auprès de l'UNESCO le 4 mai 2015,. Dans son autobiographie, l'ex-ministre québécoise des Relations internationales Christine St-Pierre la présente comme une fédéraliste convaincue qui lui met constamment les bâtons dans les roues dans le dossier d'organisation d'une conférence de l'UNESCO à Québec. « Elle ne digère pas que le Québec prenne l'initiative [...]. Elle prend même un malin plaisir, lors de mes rencontres bilatérales avec la directrice générale de l'UNESCO, à me couper la parole pour parler des autres provinces canadiennes, reniant ainsi la particularité du Québec. D'ailleurs, elle veut même interdire à tous nos représentants, diplomates ou ministres, d'utiliser le mot État lorsqu'il est question du Québec! »